# Neuilly-lès-Dijon
Neuilly-lès-Dijon korábbi község (település) Franciaországban, Côte-d’Or megyében. 2019. február 28-án Crimolois községgel egyesült és Neuilly-Crimolois új község része lett.
Lakosainak száma 1886 fő (2018. január 1.). Neuilly-lès-Dijon Sennecey-lès-Dijon, Chevigny-Saint-Sauveur, Crimolois, Longvic és Ouges községekkel határos.

## Népesség
A település népességének változása:
| Lakosok száma | 1832 | 1826 | 1847 | 1857 | 1886 |
|               | 2013 | 2015 | 2016 | 2017 | 2018 |